# أنور النوري
أنور عبد الله النوري وزير التربية ووزير التعليم العالي ووزير الصحة الكويتي الأسبق، ولد في فريج العاقول في أقصى شرق مدينة الكويت في أغسطس من عام 1940، ووالده هو عبد الله النوري. 

## عمله
في عام 1962، حاز على شهادة بكالوريوس علوم كيمياء في بريطانيا وعمل كمدرس في ثانوية شويخ ثم ملحقًا ثقافياً في سفارة الكويت في لندن ثم وكيلا مساعدًا لشؤون الثقافة في وزارة التربية في 30 مايو 1963، ثم عمل كأمين عام للتعليم العالي في الكويت عام 1966، ثم عُيِّن وزيرًا للتربيه في الفترة من 1986 إلى 1990، كما عُيِّن وزير للتعليم العالي بالوكالة عام 1988، ووزيرًا للصحة من 1996 إلى 1997، وكان رحمه الله رئيسًا لمجلس إدارة البنك الصناعي وهو عضو منتدى التنمية وهي مؤسسة اهلية خليجية تهتم بالشأن العام الخليجي وعضو مؤسسة الفكر العربي وهي مؤسسة اهلية عربية تهتم بالشأن العام العربي ومقرها في الأردن.

## مدرسة باسمه
في عام 1966، تم افتتاح مدرسة متوسطه للأولاد باسمه في العاصمة وتحديدًا في منطقة الصليبيخات.

## وفاته
توفي يوم الجمعة في الثاني من أغسطس عام 2013، ودفن في مقبرة الصليبيخات في العاصمة.